# Len Valjas
Len Valjas (a volte indicato come Lennard o Lenny Väljas; Toronto, 21 novembre 1988) è un ex fondista canadese.

## Biografia
In Coppa del Mondo ha esordito il 16 gennaio 2009 a Whistler (46°), ha ottenuto il primo podio il 7 marzo 2012 a Drammen (2°) e la prima vittoria il 15 gennaio 2017 a Dobbiaco.
In carriera ha preso parte a due edizioni dei Giochi olimpici invernali, Soči 2014 (36° nella sprint, 12° nella staffetta) e Pyeongchang 2018 (7º nella sprint, 8º nella sprint a squadre, 9° nella staffetta), e a cinque dei Campionati mondiali (6° nella sprint a squadre a Lahti 2017 il miglior risultato).

## Palmarès

### Coppa del Mondo
- Miglior piazzamento in classifica generale: 23º nel 2013
- 3 podi (1 individuale, 2 a squadre):
  - 1 vittoria (a squadre)
  - 1 secondo posto (individuale)
  - 1 terzo posto (a squadre)

#### Coppa del Mondo - vittorie
| Data            | Località | Nazione | Spec.                   |
| --------------- | -------- | ------- | ----------------------- |
| 15 gennaio 2017 | Dobbiaco | Italia  | TS TL (con Alex Harvey) |

Legenda:

TS = sprint a squadre

TL = tecnica libera

#### Coppa del Mondo - competizioni intermedie
- 4 podi di tappa:
  - 1 secondo posto
  - 3 terzi posti